# ポール・モーリス
ポール・モーリス（Paule Maurice, 1910年9月29日 - 1967年8月18日）は、フランスの女流作曲家。

## 生涯・作品
パリ出身。パリ音楽院に学び、ジャン・ガロンに和声を、ノエル・ガロンに対位法とフーガを、アンリ・ビュッセルに作曲をそれぞれ師事。23歳のときにジャン・ガロンの助手となり、多くの学生を指導し、そのうちのいくたりかは後にパリ音楽院の講師となっている。彼女自身も後にパリ音楽院で和声法の教授を務めた。夫のピエール・ランティエと共に執筆した和声法についての学術論文は、フランスや諸外国の多くの学校で参照される重要な論文となった。
モーリスの作曲した楽曲の中で特に有名な作品としては、1959年に作曲されたアルトサクソフォーンとピアノのための「プロヴァンスの風景」（Tableaux de Provence）が挙げられる。この曲は、彼女と親交のあったサクソフォーン奏者マルセル・ミュールに献呈された作品である。